# Papir 7
El papir 7 (en la numeració Gregory-Aland), o ε 11 (von Soden), designat per 𝔓7, és una còpia antiga del Nou Testament en grec. És un manuscrit de papir de l'evangeli de Lluc 4:1-2. Possiblement és un fragment patrístic (com per exemple P. Oxi. 405, fragment d' Adversus haereses d'Ireneu de Lió que conté l'Evangeli de Mateu 3:16-17). El manuscrit havia estat difícil de datar paleogràficament, a causa del seu estat fragmentari. S'havia assignat al segle IV-VI (o fins i tot al segle III).

## Text
El text grec d'aquest còdex és massa breu per classificar-lo (possiblement és un representant del tipus de text alexandrià). Aland no el va col·locar en cap de les categories de manuscrits del Nou Testament.
Gregory va examinar el manuscrit al 1903 a Kíev.

## Ubicació
Es troba a la Biblioteca Nacional Vernadsky d'Ucraïna (Petrov 553) a Kíev.